# Eucarpia trahens
Eucarpia trahens är en insektsart som först beskrevs av Walker 1857.  Eucarpia trahens ingår i släktet Eucarpia och familjen kilstritar. Inga underarter finns listade i Catalogue of Life.